# Breaking Up
Breaking Up ist eine US-amerikanische Filmkomödie aus dem Jahr 1997. Regie führte Robert Greenwald, das Drehbuch schrieb Michael Cristofer anhand des eigenen gleichnamigen Theaterstücks.

## Handlung
Der Fotograf Steve und die Lehrerin Monica haben seit über zwei Jahren eine Beziehung. Steve hat manchmal Sex mit seinen Models. Monica macht nach einem Streit Schluss mit ihrem Freund. Das Paar verträgt sich, aber Steve beleidigt kurz daraufhin seine Freundin, die erneut weg geht.
Steve überrascht Monica nach einiger Zeit mit einem Heiratsantrag. Sie willigt ein. Das Paar ist einige Zeit glücklich, doch Steve wird während der Hochzeit ohnmächtig, was die Beziehung endgültig beendet. Als Monica und Steve sich nach einigen Jahren erneut sehen, sind sie bereits mit anderen Partnern verheiratet.

## Hintergrund
Der Film wurde in Los Angeles gedreht. Er wurde in den USA am 17. Oktober 1997 veröffentlicht; die Veröffentlichung in Deutschland erfolgte im Dezember 2002 auf DVD.

## Kritiken
Cheryl DeWolfe schrieb im Apollo Movie Guide, der Drehbuchautor konzentriere sich auf die destruktive Natur einer Beziehung, die auf der physischen Anziehungskraft beruhe. Obwohl zwei der bekanntesten Schauspieler Hollywoods die Hauptrollen spielen, seien deren Darstellungen nicht großartig. Die Chemie zwischen Hayek und Crowe fehle, was sie als ein Paar unglaubwürdig mache. Die Charaktere würden egoistisch und selbstsüchtig wirken. Der Schnitt würde den Zuschauer vor der „kompletten Langeweile“ bewahren.
Die Zeitschrift Cinema schrieb, der Film sei eine „Gurke“, „es nervt, 90 Minuten einem farblosen Liebespaar zu folgen, das uninteressante Dialoge aufsagt“ und resümiert: „überflüssig wie so viele Streitereien“.

„Beziehungskomödie ohne sonderliche Unterhaltungsqualitäten.“

„Dank der starken Hauptdarsteller Salma Hayek und Russell Crowe gelang Regisseur und Produzent Robert Greenwald mit diesem Zwei-Personen-Stück ein recht amüsanter Blick auf eine tragische Beziehung. Trotz seiner offensichtlichen Qualitäten war der Film seltsamerweise nie bei uns in den Kinos zu sehen und erfuhr seine Premiere auf DVD.“